# 自流井区
29°20′15″N 104°46′38″E / 29.33750°N 104.77722°E
自流井区为四川省自贡市所辖的市辖区。北接大安区的凤凰街道、和平街道，以西为贡井区的长土街道、建设镇、桥头镇，东南部与沿滩区的卫坪街道、兴隆镇、永安镇、富全镇、贡井区的莲花镇和宜宾市叙州区接壤，境内主要河流为釜溪河。辖区面积152.94平方公里，森林覆盖率达87％。自贡市市政府驻地为自流井区汇东新区丹桂大街。
张家沱、汇柴口千年古盐道、自贡市盐业历史博物馆（西秦会馆）、每年举办灯会的彩灯公园（又名人民公园）、王爷庙、法藏寺、桓侯宫、庙观寺、川主庙也均位于自流井区。民国“厚黑教主”李宗吾出于此，林语堂颇为推崇。

## 历史
古时，自流井区由富顺县（东汉时称作富义县，于宋朝时期称为富世县）管辖，在明朝前期自流井盐厂与贡井盐厂共属富义厂:57，在清代时两盐厂以釜溪河为界，自流井和贡井在区划上分属富顺县和荣县:57。在清雍正八年以“专司盐务”将县丞署移到自流井:57。1939年（民国28年）因盐设立自贡市，包含了富顺县。1942年（民国31年），因“井水自然流出，非人力錾凿所成”将桐檔镇改名为自流井镇。1944年（民国33年），将自井和长坵二镇改为区。中华人民共和国成立后的1950年3月，将自井区和长坵区合并，命名为一区。1953年，改名，即为今天的自流井区。1957年1月，大安区与自流井区合并，1960年又分设。1992年5月，在自流井老城区以南，即以流经釜溪河为界，经省政府批准建立自贡高新技术产业开发区（简称为高新区），1993年2月正式成立高新区管理委员会。在2013年高新区建成面积达60平方公里，规划控制面积达到100多平方公里。在2005年8月1日，仲权镇、荣边镇、舒坪镇、高峰乡、农团乡、漆树乡、红旗乡合并到自流井区。2006年2月自贡高新技术产业开发区改名为四川自贡高新技术产业园区（也简作高新区），管辖1个乡（红旗乡）和3个街道办事处。在2012年高新区被升为国家高新技术产业开发区。

## 人口
根据自贡市自流井区第七次全国人口普查结果，2020年11月1日零时，全区常住人口为481981人，与2010年第六次全国人口普查相比，增加135580人，增长39.14%。
2008年，自流井区常住人口为42.55万人。

## 经济
在2014年，自流井区生产总值为285亿元，2011年高新区GDP达到120.8亿元。

## 地理

### 矿产
四川储有大量的盐以及天然气，也是世界上最早利用天然气的地方。自贡市自流井区、富顺和荣县的气田为世界上最早开发和利用:31。在1851年至1950年，约产天然气达三百亿立方米:31。1821年，天然气在自贡盐厂蒸盐工业上使用的燃料结构中占十分之一（其余为木炭或木头），并在1857年，天然气作为燃料被普遍使用。天然气的运输依靠当地楠竹制作的“笕管”，类似于现代的管道运输。
盐业在自贡市、自流井区也扮演着重要角色，明代天启年间自流井区就成为四川井盐重要产区，清代雍正时期（1725-1735）年，自流井区的盐税达到了1.2万两，在清末时光绪年间，自贡地区的盐税占四川省的40％。咸丰时期，太平天国运动兴起，并一度控制长江下游地区，致使湘鄂地区极度缺盐，因此清廷的川盐济楚之策使得自贡跃升四川第一大盐厂，迎来自贡盐业第一次辉煌时期。自贡井盐的“深钻汲制技艺”于2006年6月成为第一批国家级非物质文化遗产的项目，也被称作“冲击式顿钻凿井法”。

## 行政区划
自流井区下辖9个街道办事处、3个镇：
五星街街道、东兴寺街道、新街街道、郭家坳街街道、丹桂街道、学苑街道、舒坪街道、红旗街道、高峰街道、仲权镇、荣边镇和飞龙峡镇。